# Șeparivți, Colomeea
Șeparivți (în ucraineană Шепарівці) este o comună în raionul Colomeea, regiunea Ivano-Frankivsk, Ucraina, formată numai din satul de reședință.

## Demografie
Componența lingvistică a comunei Șeparivți
     Ucraineană (98,83%)
     Alte limbi (1,12%)
Conform recensământului din 2001, majoritatea populației comunei Șeparivți era vorbitoare de ucraineană (98,83%), existând în minoritate și vorbitori de alte limbi.